# 阿散索尔
阿散索尔（Asansol）是印度西孟加拉邦西巴尔德曼县的一个城镇。2001年总人口486304人，其中男性256551人，女性229753人；0—6岁人口51110人，其中男25829人，女25281人；识字率72.57%，其中男性为78.62%，女性为65.82%。